# Das Quartett: Die Tote vom Balkon
Die Tote vom Balkon ist ein deutscher Fernsehfilm von Vivian Naefe aus dem Jahr 2021. Es handelt sich um die dritte Folge der Krimiserie Das Quartett. Anja Kling, Shenja Lacher, Annika Blendl und Anton Spieker bilden in den Hauptrollen das Ermittlerquartett.

## Handlung
Eine junge Medizinstudentin stürzt vom Balkon ihres Wohnheims. Zum Tatort werden Maike Riem mit ihrem Team von der K14 der Mordkommission Leipzig gerufen, die zunächst klären müssen, ob ein Mord vorliegt oder es sich um einen Suizid handelt. Zimmernachbarin Natascha Sodbodaj schließt einen Selbstmord aus, dafür wäre Katharina Amarell zu lebenslustig gewesen. Die Nachbarin will auch einen Streit zwischen Amarell und ihrem Freund, Roman Stepanenko, gehört haben. Der wird daraufhin gesucht. Abwehr- und Kampfspuren am Körper der Toten lassen ein Tötungsdelikt immer wahrscheinlicher werden. 
Die nachfolgenden Ermittlungen führen das Quartett bis nach Kiew, wohin sich Roman Stepanenk geflüchtet hat. Die dortige Miliz vermeldet, dass sich der Mann nach einem Verkehrsunfall im Krankenhaus befindet und nicht vernehmungsfähig wäre. Maike Riem stellt das nicht zufrieden und so macht sie sich gemeinsam mit Christoph Hofherr eigenmächtig auf den Weg in die Ukraine. Hier können sie sich davon überzeugen, dass ihr Verdächtiger absolut nicht ansprechbar ist. Stepanenkos Schwester erklärt den Ermittlern, dass ihr Bruder einfach nur verliebt gewesen wäre und absolut nichts böses getan hätte. Riem und Hofherr werden hier in Kiew auf ein Forschungslabor aufmerksam, in dem das Mordopfer an der Entwicklung eines neuen Insulinstoffs geforscht hat. Das Forschungsprojekt selbst wurde durch ein Leipziger Pharma-Unternehmen ausgeführt, das einen neues Diabetesmedikament auf den Markt bringen wollte. Brisant wird es, als auch Pavel Kopic, Stepanenkos Freund, in Leipzig, gewaltsam ums Leben kommt. Riem hält daher Stepanenkos Unfall für ein Attentat, denn er war Diabetiker und ein Proband der aktuellen Testreihe des neuen Medikaments. Das Quartett stößt auf einige Ungereimtheiten in dem Leipziger Pharma-Unternehmen, denn offensichtlich gab es Komplikationen in den Testreihen zu dem neuen Wundermedikament, die Amarell verschweigen sollte, aber nicht wollte. Kopic war dahintergekommen und nutze dieses Wissen, um einen Mitarbeiter der Pharmafirma zu erpressen. Dies führt am Ende zu Sebastian Fink, Stellvertreter in der Pharmafirma. Der wird festgenommen und beschuldigt, sowohl Amarell als auch Kopic umgebracht zu haben. Im Verhör leugnet er den Mord an Kopic nicht, erklärt aber Amarell nicht umgebracht zu haben. Kriminaltechniker und Spurenexperte Linus Roth gibt bestätigend zu Bedenken, dass die Kampfspuren Amarells auf einen wesentlich kleineren Täter als Fink zurückzuführen sein dürften. Maike Riem überlegt, wer noch dran interessiert gewesen sein kann, dass Amarell ihre Studien nicht veröffentlichte und da fällt ihr nur Amarells Studienkollegin Iris Lob ein, mit der das Opfer gemeinsam an dem Forschungsprojekt arbeitete. In die Enge getrieben gibt Iris Lob zu mit ihrer Kollegin wegen der Ergebnisse heftig gestritten zu haben und im Handgemenge sei Katharina tödlich gegen den Heizkörper geprallt. Sie hätte den leblosen Körper dann vom Balkon gestoßen und hätte sich unbemerkt vom Ort des Geschehens entfernt.

## Hintergrund
Die Dreharbeiten für Die Tote vom Balkon erstrecken sich unter den vorgegebenen Corona-Arbeitsschutzauflagen vom 13. Oktober 2020 bis Ende November 2020. Als Schauplätze dienen Leipzig, Berlin und Polen. Die Redaktion im ZDF haben Matthias Pfeifer und Stefanie von Heydwolff. Die Erstausstrahlung erfolgte am 8. Mai 2021 im Rahmen des Samstagskrimis zur Hauptsendezeit im ZDF.

## Rezeption

### Einschaltquote
Die Erstausstrahlung am 8. Mai 2021 im ZDF wurde von 7,29 Millionen Zuschauern verfolgt, was einem Marktanteil von 24,6 Prozent entspricht; in der Gruppe der 14- bis 49-jährigen Zuschauer konnten 0,69 Millionen Zuschauer und ein Marktanteil von 9,8 Prozent erreicht werden.

### Kritiken
Tilmann P. Gangloff urteilte für tittelbach.tv und schrieb: „Was zunächst wie ein typischer Beziehungskrimi wirkt, entwickelt sich zu einer zunehmend komplexen Geschichte, in der es schließlich um Milliarden geht. Die Handlung ist durchaus interessant. Schwächen hat der Film dagegen bei der Umsetzung, was angesichts der Erfahrung von Grimme-Preisträgerin Vivian Naefe umso mehr überrascht: Viele Momente wirken überinszeniert und wie Fernsehen für Begriffsstutzige; andere sind dafür umso besser gelungen. Immerhin sind die Team-Mitglieder – insbesondere Blendls Figur – nicht mehr so überzeichnet wie in den ersten Episoden.“
Bei Prisma.de wertete Hans Czerny: „Wer gemeinsam mit dem Quartett von der Leipziger Mordkommission um Maike Riem (Anja Kling) zum Kern des neuen Falles mit dem Titel ‚Die Tote vom Balkon‘ vordringen will, braucht viel Geduld. Auch wird ihm diese labyrinthische Wegstrecke keineswegs mit viel Humor versüßt. Man möchte fast meinen, dass die vier ein wenig auf der Leitung stehen.“ „Auch der Medikamentenskandal, in dem es um ein neuerdings in aller Munde befindliches industrielles ‚Drittgeld‘ geht, kommt etwas dünn daher.“
Oliver Armknecht von film-rezensionen.de meinte: „Selbst wer Krimis schätzt, die sich mit der realen Welt da draußen auseinandersetzt, muss hier schon recht viel schlucken – zumal da doch so einiges ziemlich übertrieben ist. Während […] inhaltlich […] noch nicht alles wirklich rund läuft und man etwas wahllos Konzepte, Themen und Stimmungen zusammenwirft, das Team selbst ist dabei nach wie vor sympathisch.“
Die Kritiker der Fernsehzeitschrift TV Spielfilm vergaben die bestmögliche Wertung (Daumen nach oben) und schrieben: „Bei vier Kommissaren für einen Fall können die Autoren beim Legen von Spuren aus dem Vollen schöpfen. Schließlich ist genug Personal da, um diese abzuarbeiten. Die Auflösung ist dann zwar nicht allzu überraschend, aber dafür sticht der familiäre Umgang der Quartett-Mitglieder untereinander angenehm hervor.“